# David Lobell
David Lobell  amerikai mezőgazdasági ökológus, az University of California Lawrence Livermore National Laboratory kutatója.

## Pályafutása
Brown University-ben kapott diplomát, majd a Stanford University-n tanult tovább.
A globális felmelegedés és a mezőgazdaság közötti kapcsolatra hívta fel a világ figyelmét. Christopher Field-del az 1980 és 2002 közötti időszakot vizsgálta, amikor globális átlaghőmérséklet 0,7 °C-ot emelkedett. Eredményük a következő: minden fél fokos átlaghőmérséklet emelkedés 3-5%-os terméshozam csökkenést von maga után. 
A klímaváltozás hatásait modellezi. Kutatásait Kaliforniában, Mexikóban végzi.